# Montecristi
Montecristi är en ort i Ecuador.   Den ligger i provinsen Manabí, i den västra delen av landet, 250 km väster om huvudstaden Quito. Montecristi ligger 135 meter över havet och antalet invånare är 18 351.
Terrängen runt Montecristi är varierad. Runt Montecristi är det ganska tätbefolkat, med 62 invånare per kvadratkilometer. Närmaste större samhälle är Manta, 11,0 km nordväst om Montecristi. Trakten runt Montecristi består till största delen av jordbruksmark.